# Internationales Schriftstellergespräch 1987

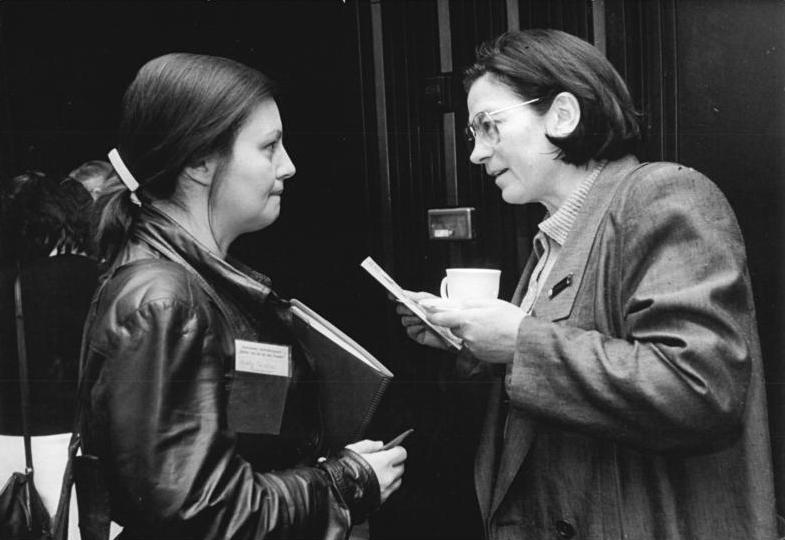
Grete Tabarasi und Christa Wolf

Das Internationale Schriftstellergespräch fand vom 5. bis 8. Mai 1987 in Ost-Berlin statt. An ihm nahmen etwa 60 Teilnehmer aus 25 Ländern teil.

## Geschichte

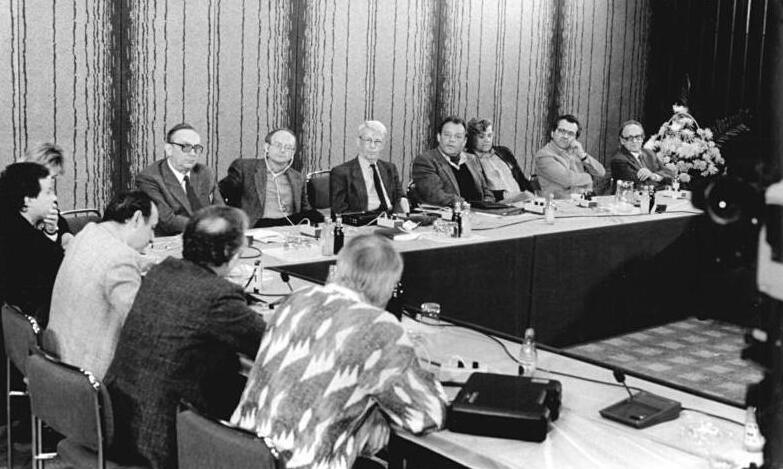
Der Vorstand des Schriftstellerverbandes beantwortet Fragen von Journalisten, 6. Mai 1987

1982 hatte der Schriftsteller Stephan Hermlin erstmals eine Berliner Begegnung zur Friedensförderung organisiert, der weitere Schriftstellertreffen folgten.
Zur 750-Jahr-Feier Berlins wollte der Schriftstellerverband der DDR ein besonders repräsentatives Treffen veranstalten. Er lud zahlreiche bekannte Schriftsteller ein, von denen etwa 60 kamen. Einige, wie Günter Grass, sagten ab. Ein Schwerpunkt der Gespräche sollte das internationale Bemühen um Abrüstung bleiben.
Am 5. Mai eröffnete der Schriftstellerverbandspräsident Hermann Kant das Treffen im Kongresszentrum des Palasthotels in Berlin. Es sprachen 25 Teilnehmer am ersten Tag. In den Pausen gab es die Möglichkeiten zu Gesprächen.
Am 6. Mai sagte der DDR-Schriftsteller Stephan Hermlin, eines Tages werde die Mauer nicht mehr bestehen, als Zitat von Erich Honecker. Dieses wurde am nächsten Tag im SED-Zentralorgan Neues Deutschland abgedruckt, als erstmalige neutrale Verwendung des Wortes Mauer für die Berliner Grenze. Christa Wolf sagte, die 66 Zeilen, die aus ihrer Kassandra in der DDR gestrichen wurden, seien jetzt anerkannte Richtlinien in der internationalen Politik.
Am 7. Mai empfing der Staatsratsvorsitzende Erich Honecker Teilnehmer zum Gespräch. Am 8. Mai endete das Treffen mit einer öffentlichen Lesung auf dem Bebelplatz.
Von einigen Teilnehmern wurden auch sehr offen Probleme benannt. Ein wichtiger Schwerpunkt der Gespräche waren die Reformbemühungen in der Sowjetunion. Christa Wolf sprach über die Zensur ihres Buches Kassandra, Stephan Hermlin zitierte Honeckers Mauer-Ausspruch. Von westlichen Medien wurde allerdings wenig über das Treffen berichtet, da zu wenig Spektakuläres geschah.

## Teilnehmer
Es nahmen etwa 30 Teilnehmer aus der DDR und 30 aus 24 Ländern Europas, Asiens und Lateinamerikas teil.
Zu den bekanntesten gehörten Christa Wolf, Heiner Müller, Rolf Hochhuth und Bernt Engelmann. Die Liste ist fast vollständig.
DDR
Christiane Barckhausen, Volker Braun, Jurij Brězan, Günter de Bruyn, Fritz Rudolf Fries, Günter Görlich, Christoph Hein, Stephan Hermlin, Heinz Kamnitzer,  Hermann Kant, Rainer Kerndl, Heiner Müller, Erik Neutsch, Joachim Nowotny, Herbert Otto, Max Walter Schulz, Rosemarie Schuder, Rudi Strahl, Hans Weber, Benito Wogatzki, Christa Wolf und Gerhard Henniger (Sekretär)
Bundesrepublik Deutschland und Berlin (West)
Franz-Josef Degenhardt, Bernt Engelmann, Max von der Grün, Rolf Hochhuth, Walter Höllerer, Luise Rinser
Weitere europäische Länder
Ljubomir Lewtschew (Bulgarien),
Ladislav Ballek (ČSSR), Marja-Leena Mikkola (Finnland), Antonis Samarakis (Griechenland),
James Aldridge (Großbritannien), Jara Ribnikar (Jugoslawien), Jerzy Jesionowski (Polen), José Saramago (Portugal), Grete Tabarasi (Rumänien), Walter Vogt (Schweiz), Daniil Granin, Georgi Markow, Mykolas Sluckis (Sowjetunion), Tibor Cseres (Ungarn)
Außereuropäische Länder
Gholam Destagir Pansherij (Afghanistan), Omar Saavedra Santis (Chile), Bhisham Sahni (Indien), José Antonio Portuondo (Kuba), Rosario Murillo (Nikaragua), Arturo Corcuera (Peru), Mario Benedetti (Uruguay)